# Baryscapus conwentziae
Baryscapus conwentziae is een vliesvleugelig insect uit de familie Eulophidae. De wetenschappelijke naam is voor het eerst geldig gepubliceerd in 1959 door Ferrière.